# Oberes Schloss (Lintach)

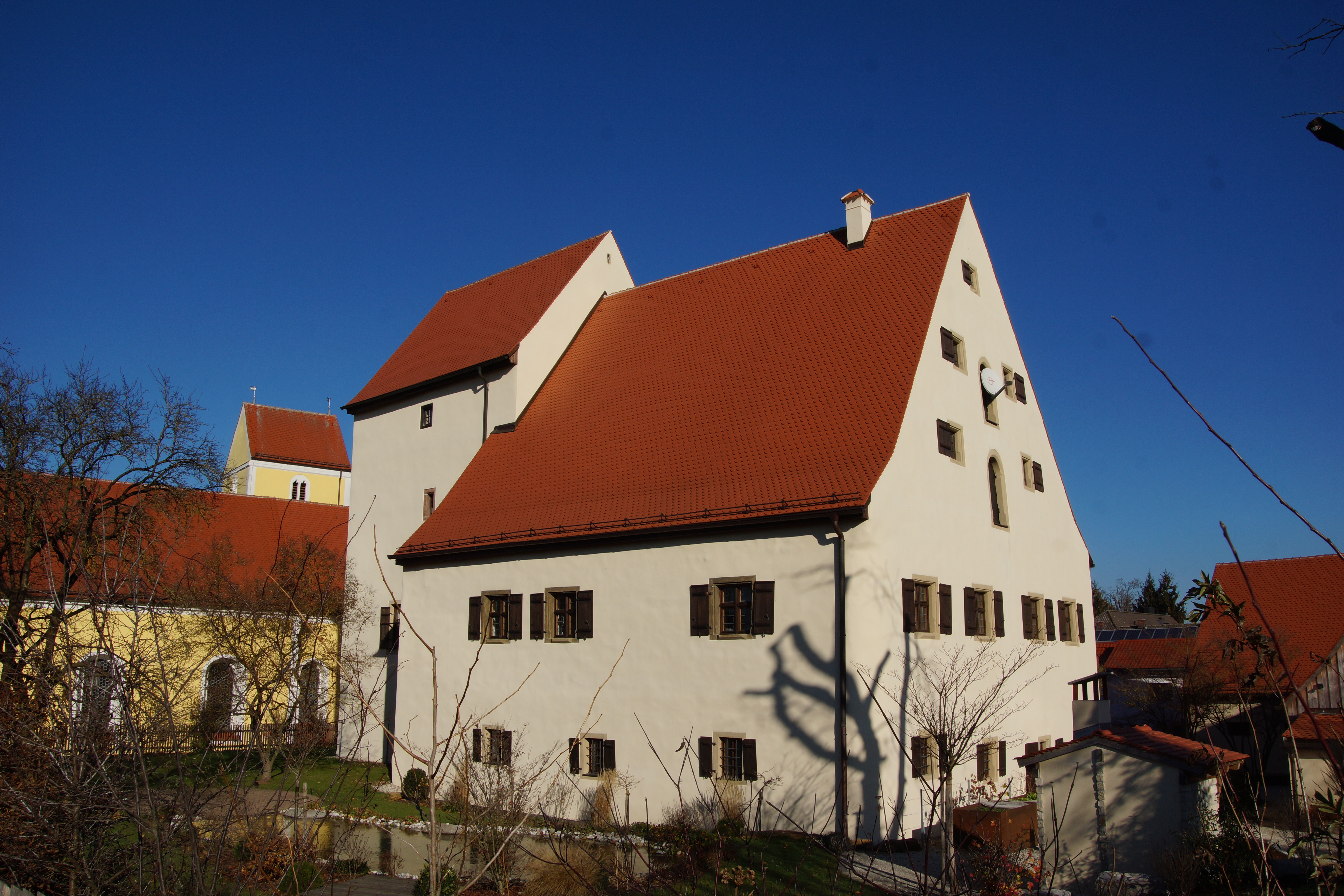
Oberes oder Altes Schloss von Lintach

Das Obere Schloss, auch Altes Schloss genannt, ist eines von zwei Schlössern in Lintach, einem Gemeindeteil der Oberpfälzer Gemeinde Freudenberg im bayerischen Landkreis Amberg-Sulzbach. Es wurde im 15. Jahrhundert erbaut, liegt nur rund 100 Meter Luftlinie vom Unteren Schloss entfernt und ist unter der Aktennummer D-3-71-122-27 als Baudenkmal verzeichnet. „Archäologische Befunde des Mittelalters und der frühen Neuzeit im Bereich des sog. Alten Schlosses in Lintach, darunter die Spuren von Vorgängerbauten bzw. älterer Bauphasen“ werden zudem als Bodendenkmal unter der Aktennummer D-3-6537-0047 geführt.

## Geschichte

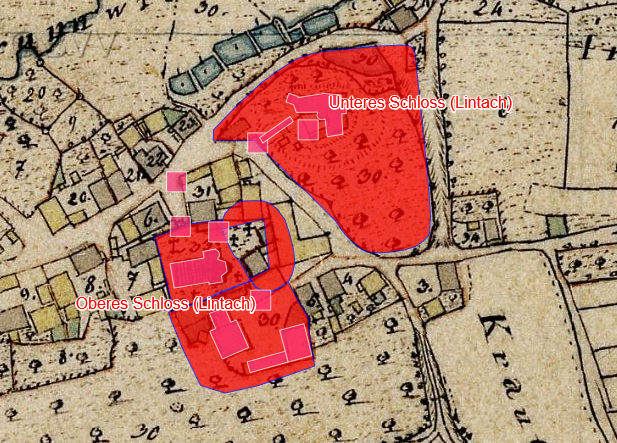
Lageplan der beiden Schlösser in Lintach auf dem Urkataster von Bayern

Das Obere Schloss, ein hoher doppelgeschossiger Giebelbau, ist über einem gotischen Kern errichtet. Im 15. Jahrhundert saßen dort die Rorenstätter und im 16. Jahrhundert die Vestenberg. Heute befindet sich das Schloss in Privatbesitz und wurde vom Besitzer aufwendig renoviert.
Im Jahr 1982 kaufte Jürgen Heyer aus Kümmersbruck das Anwesen und restaurierte es bis hinauf zur Kemenate, mit eingelassenen Fensterbänken im dicken Turmgemäuer.